# Ian Cox

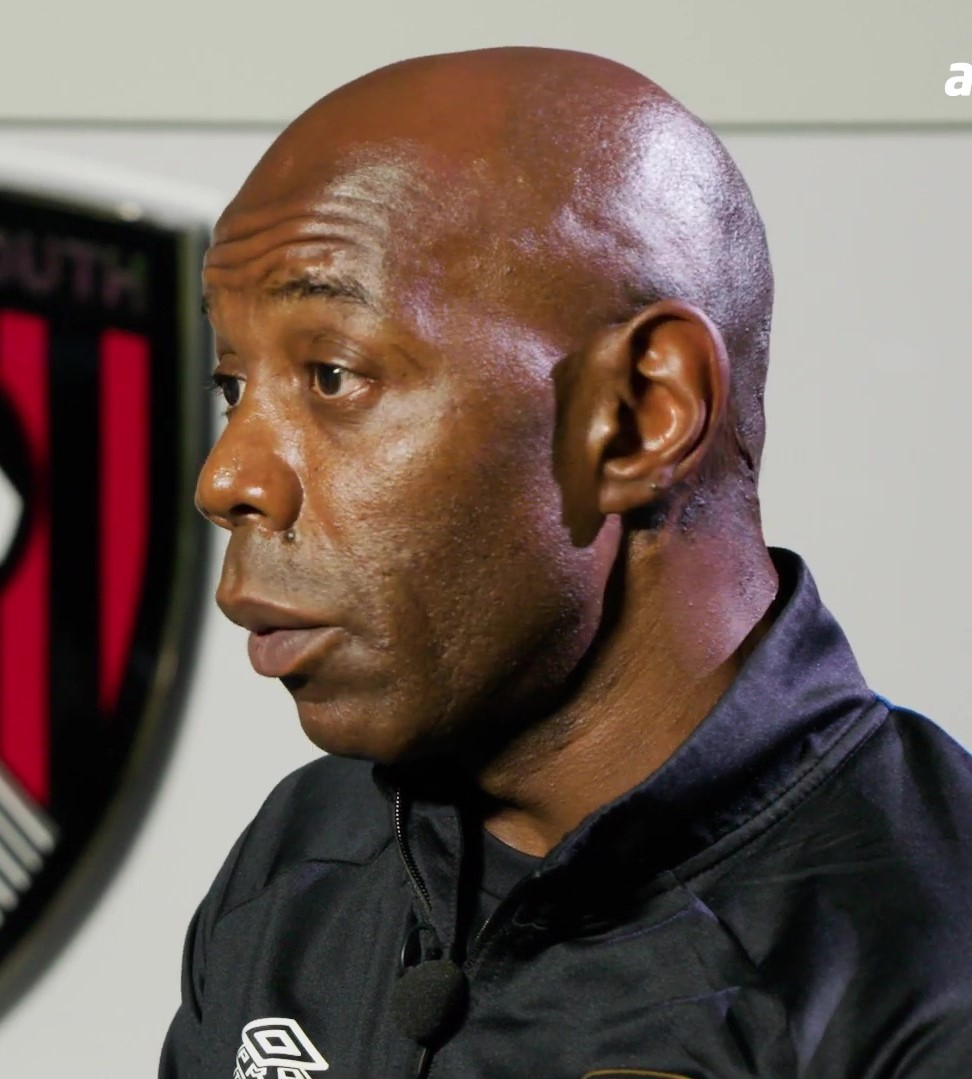
Ian Cox, 2021

Ian Gary Cox (* 25. März 1971 in Croydon, London) ist ein ehemaliger Fußballspieler. Er spielte als Innenverteidiger und im Mittelfeld und galt als zweikampf- und kopfballstark. Er war für die Nationalmannschaft von Trinidad und Tobago aktiv.

## Vereinskarriere
Cox begann seine Laufbahn als Fußballprofi, als er 1994 vom damaligen Sechstligisten Carshalton Athletic zu Crystal Palace wechselte, mit dem er ein Jahr der damals höchsten und eine Spielzeit in der zweithöchsten englischen Liga verbrachte. Er konnte sich bei Crystal Palace keinen Platz in der Stammelf sichern und wechselte 1996 zum Drittligisten AFC Bournemouth. Dort war er auf Anhieb Stammspieler und absolvierte über 160 Ligaspiele. Nach Ablauf seines Vertrages wechselte er zur Saison 2000/01 zum Zweitligisten FC Burnley, 2003 ging er zum FC Gillingham und 2008 zu Maidstone United, wo er nach der Saison 2008/09 38-jährig seine Karriere beendete.

## Nationalmannschaft
Cox debütierte als 28-Jähriger im Jahre 2000 bei einer 0:1-Niederlage gegen Marokko in der Nationalmannschaft von Trinidad und Tobago. Nach fünf weiteren Spielen trat er im Frühjahr 2001 aus dem Nationalteam zurück, um sich auf seine Vereinskarriere zu konzentrieren. Er kehrte 2004 in die Auswahl zurück und absolvierte sechs Qualifikationsspiele für die Weltmeisterschaft 2006. Cox wurde in das  Endrundenaufgebot von Trinidad und Tobago für die WM 2006 berufen. Nach der WM absolvierte Cox kein weiteres Länderspiel.